# Ланди, Дик (мультипликатор)
В Википедии есть статьи о других людях с таким именем и фамилией — см. Ланди, Дик.
Дик Ла́нди (англ. Dick Lundy; 14 августа 1907, Су-Сент-Мари, Мичиган — 7 апреля 1990, Сан-Диего, Калифорния) — американский мультипликатор и режиссёр. Вопреки распространённому мнению не является создателем Дональда Дака, а лишь внёс существенный вклад в развитие экранного образа.

## Биография
Ричард Джеймс Ланди родился 14 августа 1907 года в городе Су-Сент-Мари (штат Мичиган, США). Его отца звали Джеймс, мать — Минни, он был единственным ребёнком в семье. Вскоре после рождения Ричарда его семья переехала в Детройт, где отец семейства устроился на работу инспектором в компанию Burroughs Adding machine Company. Когда мальчику было десять лет, его родители развелись, и Ричард с матерью переехали в город Порт-Гурон, но вскоре вернулись обратно в Детройт, где Минни устроилась официанткой. В 1928 году Ричард уехал в Лос-Анджелес, в центр киноиндустрии Америки, чтобы начать полноценно заниматься своим любимым делом — мультипликацией.
Сразу же по прибытии в Лос-Анджелес Ланди был принят на работу на студию Walt Disney Animation Studios в «отдел чернил и краски». Уже через пару месяцев его повысили: он начал работать «инбитвинером», то есть, помощником мультипликатора, дорисовывающим промежуточные кадры между основными. Ещё через полгода он стал полноценным мультипликатором студии Диснея. В 1933 году в мультфильме «Три поросёнка» Дик Ланди, обладавший особенным даром в изображении танцев, делал все сцены с танцующими под звуки своей бойкой песенки поросятами. В 1939 году Ланди впервые доверили стать режиссёром мультфильма (это были «Морские скауты»), он прекрасно справился с этой задачей и в течение следующих полутора десятков лет выступил режиссёром к примерно полусотне мультфильмов.
В 1943 году Ланди покинул Диснея и устроился на работу в Walter Lantz Productions, наиболее удачные работы Ланди на этой студии — «The Poet & Peasant» и «Musical Moments from Chopin» (обе номинировались на «Оскар»), а также «Woody the Giant Killer» и «Playful Pelican».  В 1949 году он перешёл в малоизвестную студию Wolff Productions, где занимался теле-рекламой. В следующем году Ланди вернулся к полноценной мультипликации, на этот раз в MGM. В 1959 году он вновь сменил место работы, перейдя в Hanna-Barbera. В 1973 году 66-летний мультипликатор ушёл на пенсию, но в течение последующих семи лет ещё немного работал фрилансером: стал мультипликатором девяти эпизодов двух мультсериалов (1974 и 1977) и одного мультфильма (1980).
Дик Ланди скончался 7 апреля 1990 года в городе Сан-Диего (Калифорния).

### Личная жизнь
Дик Ланди был женат дважды. В 1932 году он женился на своей коллеге по имени Хуанита Шеридан (1906—1974). Через два года последовал развод.

Второй раз Ланди женился в 1939 году на девушке по имени Энн.

## Избранная фильмография
За свою карьеру Дик Ланди выступил мультипликатором в примерно 110 мультфильмах и режиссёром в примерно 50.

### Мультипликатор
В титрах не указан
- 1928 — Пароходик Вилли / Steamboat Willie
- 1930 — Заключённые / The Chain Gang
- 1930 — Обезьяньи мелодии[англ.] / Monkey Melodies
- 1930 — Тайна гориллы / The Gorilla Mystery
- 1931 — Китайская тарелка[англ.] / The China Plate
- 1931 — Синий ритм[англ.] / Blue Rhythm
- 1931 — Микки Маус и сироты[англ.] / Mickey's Orphans
- 1931 — Гадкий утёнок[англ.] / The Ugly Duckling
- 1932 — Микки в Аравии[англ.] / Mickey in Arabia
- 1932 — Цветы и деревья / Flowers and Trees
- 1932 — Детки в чаще[англ.] / Babes in the Woods
- 1932 — Хороший поступок Микки[англ.] / Mickey's Good Deed
- 1933 — Микки Маус на стройке[англ.] / Building a Building
- 1933 — Три поросёнка / Three Little Pigs
- 1933 — Гала-премьера Микки[англ.] / Mickey's Gala Premier
- 1934 — Кузнечик и муравьи / The Grasshopper and the Ants
- 1934 — Весёлые зайчата / Funny Little Bunnies
- 1934 — Маленькая мудрая курочка / The Wise Little Hen
- 1934 — Концерт для сироток / Orphan's Benefit
- 1934 — Похититель собак / The Dognapper
- 1935 — Черепаха и Заяц / The Tortoise and the Hare
- 1935 — Супер-сервис Микки[англ.] / Mickey's Service Station
- 1935 — Музыкальная страна / Music Land
- 1936 — Три волчонка[англ.] / Three Little Wolves
- 1936 — Сквозь зеркало[англ.] / Thru the Mirror
- 1936 — Возвращение черепахи Тоби / Toby Tortoise Returns
- 1937 — Лесное кафе[англ.] / Woodland Café
- 1938 — Попугай Микки / Mickey's Parrot
- 1939 — Выставка собак[англ.] / Society Dog Show
- 1939 — Дональд и кузен Гас[англ.] / Donald's Cousin Gus
- 1940 — Мистер Дак идёт на свидание[англ.] / Mr. Duck Steps Out
- 1940 — Мойщики окон[англ.] / Window Cleaners
- 1940 — Мистер Маус путешествует[англ.] / Mr. Mouse Takes a Trip
- 1941 — Лесник[англ.] / Timber
- 1944 — Утка-коммандос / Commando Duck
- 1944 — Лыжи на двоих[англ.] / Ski for Two
- 1950 — Место назначения — Луна / Destination Moon

В титрах указан
- 1934 — Шалунишка Плуто[англ.] / Playful Pluto
- 1935 — Судный день Плуто[англ.] / Pluto's Judgement Day
- 1937 — Белоснежка и семь гномов / Snow White and the Seven Dwarfs
- 1942 — Золотой прииск Дональда[англ.] / Donald's Gold Mine
- 1943 — Внутренняя оборона[англ.] / Home Defense
- 1944 — Пляжное безумие[англ.] / The Beach Nut
- 1959—1960 — Шоу пса Хаклберри[англ.] / The Huckleberry Hound Show (7 эпизодов)
- 1959—1961 — Шоу Быстрого Дро Мак-Гро[англ.] / The Quick Draw McGraw Show (14 эпизодов)
- 1960—1966 — Флинтстоуны / The Flintstones (49 эпизодов[англ.])
- 1961—1962 — Шоу Мишки Йоги / The Yogi Bear Show (5 эпизодов)
- 1961—1962 — Супер-кот[англ.] / Top Cat (2 эпизода)
- 1962—1963 — Джетсоны / The Jetsons (4 эпизода[англ.])
- 1964—1965 — Шоу гориллы Магиллы[англ.] / The Magilla Gorilla Show (9 эпизодов)
- 1966 — Человек, которого зовут Флинтстоун / The Man Called Flintstone
- 1968 — Приключения Гулливера[англ.] / The Adventures of Gulliver (эпизод The Forbidden Pool)
- 1968—1969 — Новые приключения Гекльберри Финна[англ.] / The New Adventures of Huckleberry Finn (5 эпизодов)
- 1969 — Опасные приключения Пенелопы Питстоп[англ.] / The Perils of Penelope Pitstop (6 эпизодов)
- 1970 — Где Хаддлс?[англ.] / Where's Huddles? (10 эпизодов)
- 1970 — Скуби-Ду, где ты! / Scooby-Doo, Where Are You! (8 эпизодов[англ.])
- 1972 — Приключения кота Фрица / Fritz the Cat
- 1972 — Любовь по-американски[англ.] / Love, American Style (эпизод Love and the Old-Fashioned Father[англ.])
- 1972 — Римские каникулы[англ.] / The Roman Holidays (3 эпизода)
- 1972 — Новые дела Скуби-Ду / The New Scooby-Doo Movies (16 эпизодов)
- 1973 — Паутина Шарлотты / Charlotte's Web
- 1973 — Банда Мишки Йоги[англ.] / Yogi's Gang (2 эпизода)
- 1974 — Домашнее задание от ABC[англ.] / ABC Afterschool Special (эпизод Cyrano)
- 1977 — Капитан Пещерный Человек и Ангелы-подростки[англ.] / Captain Caveman and the Teen Angels (8 эпизодов)

### Режиссёр
В титрах не указан
- 1939 — Морские скауты[англ.] / Sea Scouts
- 1941 — Бросишь грош – красоту найдешь[англ.] / A Good Time for a Dime
- 1951 — Пани Экспресс[англ.] / Puny Express

В титрах указан
- 1942 — Золотой прииск Дональда[англ.] / Donald's Gold Mine
- 1943 — Проблема с шиной[англ.] / Donald's Tire Trouble
- 1945 — The Poet & Peasant / Поэт и крестьянин
- 1946 — Музыкальные мгновения Шопена[англ.] / Musical Moments from Chopin
- 1946 — Купающиеся друзья[англ.] / Bathing Buddies
- 1947 — Копчёные окорока[англ.] / Smoked Hams
- 1947 — Полёт над кукушкиными часами[англ.] / The Coo Coo Bird
- 1947 — Вуди — истребитель великанов[англ.] / Woody the Giant Killer
- 1947 — Хорошо подмасленные[англ.] / Well Oiled
- 1947 — Настоящая слоновая кость[англ.] / Solid Ivory
- 1947 — Безумный Шляпник[англ.] / The Mad Hatter
- 1948 — Оглоеды на банкете[англ.] / Banquet Busters
- 1948 — Мокрая всеобщая лотерея[англ.] / Wet Blanket Policy
- 1948 — Playful Pelican / Весёлый пеликан
- 1948 — Сумасбродство и Вуди![англ.] / Wild and Woody!
- 1949 — Восторг Друлера[англ.] / Drooler's Delight
- 1953 — Голодный кузен Барни[англ.] / Barney's Hungry Cousin